# Мідас Мбабане Сіті
Футбольний клуб «Мідас Мбабане Сіті» або просто Мідас Мбабане Сіті (англ. Midas Mbabane City Football Club) — свазілендський футбольний клуб, який базується у місті Мбабане. 

## Історія
Футбольний клуб «Мідас Сіті» було засновано в 1986 році в місті Мбабане. Як правило, в національному чемпіонаті клуб посідав місця у нжній частині турнірної таблиці, а інколи й покидав вищий дивізіон. Найкращим досягненням клубу в Свазілендській МТН Прем'єр-лізі стало 5-те місце, яке «Мідас» завоював у сезоні 2015/16 років. Крім цього, клуб двічі ставав срібним призером Першого дивізіону національного чемпіонату. У кубкових турнірах «Мідас» не має особливих досягнень.

## Досягнення
- Перший дивізіон чемпіонату Свазіленду з футболу:
  -  Срібний призер (2): 2005/06[4] 2011/12 [5]

## Стадіон
В останні роки «Мідас Сіті» проводить свої домашні поєдинки на стадіонах «Принц Уельський» або «Національний стадіон Сомхоло» (останній вміщує 20 000 уболівальників).

## Форма
Домашня форма клубу складається з поєднання оранжового, білого та золотого кольорів; виїзна — білого, помаранчевого та чорного.